# Museo diocesano di Osimo
Il museo diocesano di Osimo è il museo di arte sacra della città di Osimo (AN) situato nei pressi della Cattedrale di San Leopardo, all'interno della sede del vescovo (episcopio). È gestito dall'arcidiocesi di Ancona-Osimo. Il museo vuole narrare la storia della comunità cristiana di una città delle Marche.

## Storia
È sorto alla fine del 1998 con ampliamento e sistemazione di una precedente raccolta curata da mons. Carlo Grillantini, storico della città e della diocesi di Osimo, nella chiesa di San Giovanni Battista (battistero). 
L'arcidiocesi di Ancona e la diocesi di Osimo furono unite nell'arcidiocesi di Ancona-Osimo nel 1986 e da allora i due musei diocesani sono sezioni museali gestite entrambe dalla stessa arcidiocesi.
Le diciassette sale del museo raccolgono numerose opere d'arte e interessanti creazioni artigianali, disposte secondo criteri storico-artistici per testimoniare sedici secoli di storia della comunità cristiana osimana.
La realizzazione è dovuta a mons. Ermanno Carnevali, don Flavio Ricci, attuale direttore, e al rag. Alberto Giuliodori. L'allestimento è stato curato dall'architetto Luca Schiavoni di Jesi.

## Opere

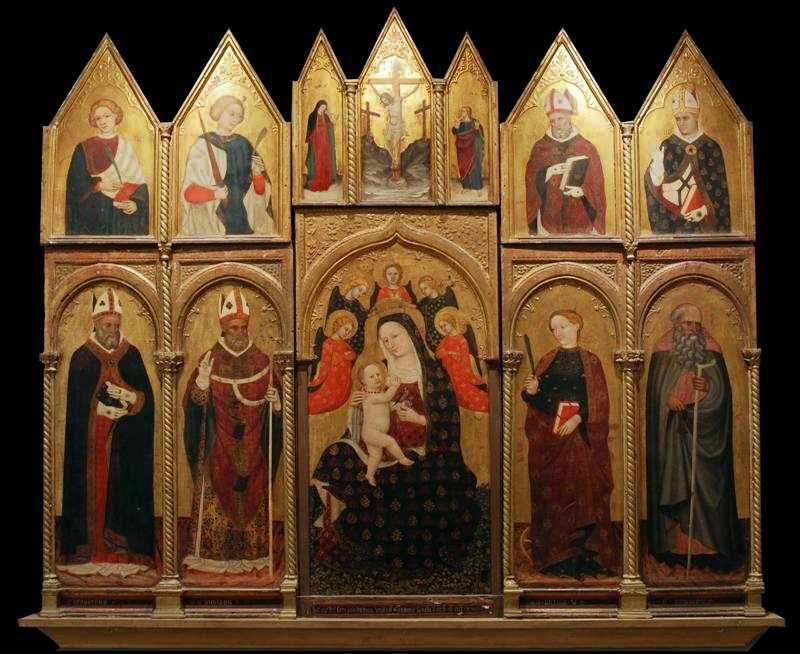
Il Polittico di Pietro di Domenico da Montepulciano.

- San Leopardo, lamina in argento, arte italo-bizantina, VII-VIII secolo
- Croce professionale, argento e bronzo dorato, Pietro Vannini, XV secolo
- Polittico di Osimo, Pietro di Domenico da Montepulciano, 1418
- Polittico di Giovan Battista Franco detto il Semolei, commissionato dalla Confraternita del SS.Sacramento nel 1547, al tempo del Cardinale Giovan Battista Sinibaldi, per l'altare maggiore della Cattedrale di San Leopardo, raffigurante episodi della Vita di Cristo, composto di quattordici tavole più quattro dipinti nelle facce del tabernacolo che fa parte del polittico. Il Cardinale Giacomo Lanfredini (1734-1740) lo fece portare nella sala capitolare, sostituendolo con l’affresco di Giovanni Andrea Lazzarini dipinto nell’abside nel 1767 con il Martirio dei Santi osimani, anch'esso non più esistente.[1]
- Madonna con Bambino e Santi, Simone de Magistris, 1555
- Madonna con Bambino, Girolamo Siciolante da Sermoneta, 1561
- Madonna con Bambino in trono e i Santi Filippo e Giacomo Minore, Simone de Magistris, 1585, presumibilmente commissionata dal vescovo Cornelio Fermani per un altare scomparso della Cattedrale.[2]
- Trittico, Scuola cretese, Georghi Klontzas, fine XVI secolo
- Tovaglia d'altare, ricamata in bianco e oro, XVII secolo
- Organo positivo ad ala, XVII secolo
- Reliquario della Santa Croce, metallo argentato e dorato della scuola del Bernini, XVII secolo